# Liste des sénateurs du Jura
Cette page présente la liste des sénateurs du Jura depuis la Troisième République.

## VeRépublique

### Mandature 2023-2029
Depuis le 24 septembre 2023
| Sénateur          |  | Parti | Premier mandat |
| ----------------- |  | ----- | -------------- |
| Clément Pernot    |  | LR    | 2023           |
| Sylvie Vermeillet |  | PRV   | 2017           |

- 2 sénateurs élus selon un mode de scrutin majoritaire plurinominal pour 6 ans.

### Mandature 2017-2023
Depuis le 24 septembre 2017
| Sénateur                |  | Parti | Premier mandat |
| ----------------------- |  | ----- | -------------- |
| Marie-Christine Chauvin |  | LR    | 2017           |
| Sylvie Vermeillet       |  | PRV   | 2017           |

- 2 sénateurs élus selon un mode de scrutin majoritaire plurinominal pour 6 ans.

### Mandature 2011-2017
Depuis le 25 septembre 2011
| Sénateur        |  | Parti | Premier mandat |
| --------------- |  | ----- | -------------- |
| Gérard Bailly   |  | UMP   | 2001           |
| Gilbert Barbier |  | UMP   | 2001           |

- 2 sénateurs élus selon un mode de scrutin majoritaire plurinominal pour 6 ans.

### Mandature 2001-2011
Depuis le 23 septembre 2001
| Sénateur        |  | Parti | Premier mandat |
| --------------- |  | ----- | -------------- |
| Gérard Bailly   |  | RPR   | 2001           |
| Gilbert Barbier |  | UDF   | 2001           |

- 2 sénateurs élus selon un mode de scrutin majoritaire plurinominal pour 9 ans.

### Mandature 1992-2001
Depuis le 27 septembre 1992
| Sénateur        |  | Parti | Premier mandat |
| --------------- |  | ----- | -------------- |
| André Jourdain  |  | RPR   | 1989           |
| Pierre Jeambrun |  | UDF   | 1974           |
| Pierre Guichard |  | DVD   | 2001           |

- 2 sénateurs élus selon un mode de scrutin majoritaire plurinominal pour 9 ans.
- Pierre Guichard remplace Pierre Jeambrun en 2001 à la suite du décès de celui-ci.

### Mandature 1983-1992
Depuis le 25 septembre 1983
| Sénateur        |  | Parti | Premier mandat |
| --------------- |  | ----- | -------------- |
| Pierre Brantus  |  | UDF   | 1983           |
| André Jourdain  |  | RPR   | 1989           |
| Pierre Jeambrun |  | UDF   | 1974           |

- 2 sénateurs élus selon un mode de scrutin majoritaire plurinominal pour 9 ans.
- André Jourdain remplace Pierre Brantus en 1989 à la suite du décès de celui-ci.

### Mandature 1974-1983
Depuis le 22 septembre 1974
| Sénateur        |  | Parti | Premier mandat |
| --------------- |  | ----- | -------------- |
| Jean Gravier    |  | CD    | 1966           |
| Pierre Jeambrun |  | CD    | 1974           |

- 2 sénateurs élus selon un mode de scrutin majoritaire plurinominal pour 9 ans.

### Mandature 1965-1974
Depuis le 26 septembre 1965
| Sénateur                  |  | Parti | Premier mandat |
| ------------------------- |  | ----- | -------------- |
| Edgar Faure               |  | PR    | 1959           |
| Jean Gravier              |  | CD    | 1966           |
| Charles Laurent-Thouverey |  | PR    | 1959           |

- 2 sénateurs élus selon un mode de scrutin majoritaire plurinominal pour 9 ans.
- Jean Gravier remplace Edgar Faure en 1966 à la suite de la nomination au gouvernement de celui-ci.

### Mandature 1959-1965
Depuis le 26 avril 1959
| Sénateur                  |  | Parti | Premier mandat |
| ------------------------- |  | ----- | -------------- |
| Edgar Faure               |  | PRRRS | 1959           |
| Charles Laurent-Thouverey |  | PRRRS | 1959           |

- 2 sénateurs élus selon un mode de scrutin majoritaire plurinominal pour 9 ans.

## IVeRépublique
- Charles Laurent-Thouverey (Gauche démocratique), maire de Dole, de 1946 à 1958
- Paul Giauque (MRP) de 1946 à 1955
- Paul Seguin (radical-socialiste), maire de Lons-le-Saunier, de 1955 à 1958

## IIIeRépublique

### De 1876 à 1879
élections générales du 30 janvier 1876 : 
- François Tamisier
- Jules Thurel

### De 1879 à 1888
élections générales du 5 janvier 1879 : 
- François Tamisier, réélu, mort en cours de mandat et remplacé le 15 août 1880 par Paul Grévy
- Jules Thurel, réélu

### De 1888 à 1897
élections générales du 3 janvier 1888 : 
- Paul Grévy, réélu
- Adolphe Lelièvre
- Jules Thurel, réélu

### De 1897 à 1906
élections générales du 3 janvier 1897 : 
- Jean-Baptiste Bourgeois du Jura, qui démissionne et remplacé le 2 mai 1897 par Jean-Baptiste Vuillod
- Paul Grévy, réélu
- Adolphe Lelièvre, réélu

### De 1906 à 1920
élections générales du 7 janvier 1906 : 
- Stephen Pichon
- Antoine Mollard
- Georges Trouillot, mort en cours de mandat.

### De 1920 à 1924
élections générales du 11 janvier 1920 : 
- Victor Bérard
- Stephen Pichon, réélu
- Maximin Brocard

### De 1924 à 1933
élections générales du 6 janvier 1924 : 
- Victor Bérard, réélu, mort en cours de mandat et remplacé le 7 février 1932 par Marius Pieyre, maire de Dole
- Maximin Brocard, réélu
- Charles Dumont

### De 1933 à 1940
élections générales du 10 janvier 1933 : 
- Marius Pieyre, réélu, mort en cours de mandat et remplacé le 28 avril 1935 par Adrien Berthod
- Charles Cencelme, mort en cours de mandat et remplacé le 7 novembre 1937 par Henri Léculier
- Charles Dumont, réélu, mort en cours de mandat et remplacé le 2 juillet 1939 par Adolphe Pointaire, maire de Dole